# Vall de Tost
La vall de Tost està situada a la comarca de l'Alt Urgell, fent de contrafort occidental de la serra del Cadí. Està rodejada al Nord per la Serra de Tost, i al Sud pel Montsec de Tost.
El seu clima és més aviat sec, i la seva topografia esquerpada i àrida en moltes parts, l'han convertit en una gran pedrera per la seva riquesa en guixos. Actualment està sota un procés de recuperació, a causa de la seva riquesa ecològica (toca amb els límits del Parc Natural del Cadí-Moixeró i de corredor, la seva riquesa artística i paisatgística (fou un important punt en la reconquesta cristiana de la qual queden nombrosos castells i esglésies romàniques) i la seva tranquil·litat. Per defensar-la de les activitats extractives i els abocadors s'ha creat una plataforma anomenada Salvem Tost.

## Pobles de la Vall de Tost
Si bé el nom de la vall el dona el nucli avui abandonat de Tost, hi ha altres nuclis, com són els poblets de (est a oest) Sauvanyà, Fontelles, Torà de Tost, Tost, Castellar de Tost, el llogaret de la Bastida i ja al davant de la vall però sobre el Segre, els Hostalets de Tost.A dalt del Montsec de Tost i entre la vall del mateix nom i la de La Vansa.

## Riu de Tost
Travessant la vall hi passa l'anomenat riu de Tost, que neix al costat del poble de Sauvanyà, de la mateixa vall, i desemboca al Segre. A causa de la seva curta vida d'11 km, conté molt poca aigua, més si tenim en compte que la vall de Tost és molt poc plujosa. El riu, que és la continuació del riu vermell de Sauvanyà, s'alimenta dels torrents i fonts de Maçanell, de Soler, de Saül, de la Fossa, de Fontelles (font de l'Hort del Riu i font de les Saleres), Solà, font del Cucut, del Pou (font del Maçaner), de Sant Genís (font de Conilleres), de la Manyada, font del Serradal, de la Font roja (font Roja), de Rotes (torrent dels Forcats i font i torrent de Fontaubac), font Vella, font del Salze, de Porcellcuit i torrent dels Estorredans.